# Носач авиона Хари С. Труман (CVN-75)
Носач авиона Хари С. Труман (CVN-75) (engl. USS Harry S. Truman (CVN-75)) је амерички носач авиона на нуклеарни погон класе Нимиц. Осми је носач авиона из Нимиц класе, а добио је име по 33. предсједнику Сједињених Америчких Држава Харију Труману. Брод је поринут 25. јула 1998, а изграђен је у бродоградилишту Newport News Shipbuilding. Изградња брода коштала је 4,5 милијарди долара, према вриједности долара из 2007. Матична лука брода је „Поморска лука Норфок“ у Вирџинији.
У прву мисију брод је кренуо 28. новембра 2000, преко Суецког канала према Персијском заливу, гдје је учествовао у операцијама наметања зоне забрањеног летења изнад Ирака и онеспособљавању ирачке противваздушне одбране. У јуну 2010, носач авиона Хари С. Труман предводио је флоту од 11 америчких ратних бродова и 5.000 чланова посаде који су вршили инспекцију иранских ратних бродова у Суецком каналу, како би спријечили илегалну трговину оружјем.
Брод има своје властите дневне новине - „Give 'em Hell Herald“, а једном седмично емитује и властити ТВ информативни програм „The Lookout“.